# Admontia ducalis
Admontia ducalis là một loài ruồi trong họ Tachinidae.